# Киви, Карри
Ка́рри Ки́ви (фин. Karri Kivi; род. 31 января 1970, Турку) — финский хоккеист, защитник и тренер.

## Карьера

### Игрока
Начинал карьеру в клубе «Ильвес». В сезоне 1989/90 стал серебряным призёром чемпионата Финляндии. Затем с 1991 по 2001 год выступал за команды ТПС, «Эссят», АИК и «Кярпят». В сезоне 1994/95 завоевал бронзу финского чемпионата с «Эссятом».
В составе молодёжной сборной Финляндии стал чемпионом мира 1987 года.

### Тренера
После завершения карьеры в 2002 году занял пост ассистента в «Эссяте». В сезоне 2006/07 впервые самостоятельно возглавил клуб — ФПС. По окончании сезона вернулся в «Эссят», где до 2009 года руководил юниорской командой, а затем два года был ассистентом. С 2011 по 2013 год был главным тренером «Эссята», приведя клуб к победе в чемпионате Финляндии 2012/13 и став лучшим тренером сезона. После этого был приглашён в молодёжную сборную Финляндии и в 2014 году выиграл с ней чемпионат мира. В мае того же года было объявлено, что Киви станет главным тренером челябинской команды «Трактор», выступающей в КХЛ. Сменил на этом посту Валерия Белоусова и стал первым в истории команды тренером из дальнего зарубежья. Первый матч под руководством нового тренера «Трактор» проиграл со счётом 1:4 «Нефтехимику». Был уволен из челябинской команды 22 октября после поражения от минского «Динамо». Всего под руководством Киви «Трактор» провёл 20 матчей в КХЛ и одержал всего 7 побед.

## Личная жизнь
Женат, имеет двух дочерей которые живут в Финляндии.